# Macrobrachium lanchesteri
Macrobrachium lanchesteri är en kräftdjursart som först beskrevs av De Man 1911.  Macrobrachium lanchesteri ingår i släktet Macrobrachium och familjen Palaemonidae. Inga underarter finns listade i Catalogue of Life.